# Marengo (Ward)
Pour les articles homonymes, voir Marengo.
Marengo est une peinture à l'huile sur panneau représentant l'étalon arabe Marengo vu de profil, créée par le peintre britannique James Ward en 1824. 
Elle est conservée dans la collection privée des ducs de Northumberland, au château d'Alnwick, en Angleterre.

## Réalisation et attribution
Cette peinture est datée et signée avec un monogramme (J WRD) en 1824. Elle représente l'un des plus fameux chevaux de bataille de Napoléon Ier, l'étalon Marengo, de race Arabe. Cet étalon est capturé par les Anglais après la bataille de Waterloo, puis transporté en Angleterre comme trophée de guerre. Ce cheval acquiert alors une grande célébrité en Angleterre, où il attire l'attention du peintre et graveur officiel du roi de l'époque (George IV), James Ward,. La réalisation de son portrait s'inscrit dans le cadre de la création d'une série de quatorze lithographies de chevaux par Ward.

## Description
Ward met particulièrement en valeur les émotions et l'énergie de son sujet. Le cheval est peint seul au milieu d'un paysage au ciel tourmenté. Il rappelle moins un cheval de guerre qu'un élégant et délicat coursier arabe. Sa tête apparaît particulièrement raffinée, avec de grands yeux expressifs cernés de noir, des oreilles pointées vers l'avant et des naseaux frémissant,. Un corbeau est visible au premier plan de la peinture, symbolisant la défaite de son cavalier.
Le tableau mesure 81,9 × 109,9 cm ; il s'agit d'une peinture à l'huile sur panneau.

## Parcours du tableau
Le tableau est considéré comme un chef-d’œuvre dès sa création. Il est exposé à la Royal Academy de Londres en 1826, où le 3e duc de Northumberland Hugh Percy en fait l'acquisition. Il est de nos jours conservé au château d'Alnwick, en Angleterre, dans la collection des ducs de Northumberland.